# Místo
Místo (deutsch Platz) ist eine Gemeinde im Ústecký kraj in Tschechien.

## Geografie

### Lage
Místo befindet sich am Südhang des böhmischen Teil des Erzgebirges, etwa 8 Kilometer westlich von Chomutov.

### Gemeindegliederung
Die Gemeinde Místo besteht aus den Ortsteilen Blahuňov (Plaßdorf), Místo (Platz) und Vysoká Jedle (Hohentann), die zugleich auch Katastralbezirke bilden.

## Geschichte
Der Ort ist eine alte Bergbausiedlung der Herrschaft Hassenstein. Die Geschichte der Stadt ist eng verbunden mit dem Geschlecht der Herren von Lobkowicz auf Hassenstein. Mit dem 1459 erteilten Bergprivileg für den Hassenstein, das alle Orte in drei Meilen Umgebung einschloss, wurde Platz zur Bergstadt. Der Eisenerzbergbau bei Platz und Hohentann war jedoch nicht sehr ergiebig.
Platz gehörte dem Amt Hassenstein an, die Amtshandlungen erfolgten auf der Burg Hassenstein, so lange diese noch bewohnt war. Später gehörte es zur Herrschaft Hagensdorf (Ahníkov), die 1773 mit Brunnersdorf vereinigt und 1927 aufgelöst wurde.
Místo hat das Stadtrecht im Laufe der Zeit verloren.

## Entwicklung der Einwohnerzahl
| Jahr | Einwohnerzahl |
| ---- | ------------- |
| 1869 | 372           |
| 1880 | 325           |
| 1890 | 313           |
| 1900 | 338           |
| 1910 | 340           |

| Jahr   | Einwohnerzahl |
| ------ | ------------- |
| 1921   | 305           |
| 1930   | 351           |
| 1950   | 211           |
| 1961 1 | 321           |
| 1970 1 | 305           |

| Jahr   | Einwohnerzahl |
| ------ | ------------- |
| 1980 1 | 332           |
| 1991 1 | 353           |
| 2001 1 | 380           |
| 2011 1 | 468           |

## Partnerstädte
Es besteht seit 2004 eine Städtepartnerschaft mit Schlettau in Deutschland.

## Sehenswürdigkeiten
- Hrad Hasištejn (Burg Hassenstein)
- Pfarrkirche von 1572, später im Stil des Barock umgebaut

## Söhne und Töchter der Stadt
- Ignaz Killiches (1793–1877), Arzt in Brüx